# Oxypetalum glabrescens
Oxypetalum glabrescens är en oleanderväxtart som beskrevs av Gustaf Oskar Andersson Malme. Oxypetalum glabrescens ingår i släktet Oxypetalum och familjen oleanderväxter. Inga underarter finns listade i Catalogue of Life.